# Carlos Moreno (futbolista)
Carlos Rafael Moreno Borrero (San Cristóbal, Venezuela, 19 de diciembre de 1990) es un futbolista venezolano. Juega de volante ofensivo y su actual equipo es el Deportivo Táchira FC de la Primera División de Venezuela. Es apodado "Cirujano" por sus pases y definiciones precisas. Fue hijo del técnico Carlos Horacio Moreno, y es hermano de Marcelo Moreno y Júnior Moreno. 

## Trayectoria
En la Segunda División B de Venezuela con el Deportivo Táchira FC (Sub-20) marcó 7 goles 1 de penalti.
El 26 de octubre de 2008 debutó con el Deportivo Táchira FC y en la Primera División de Venezuela en la jornada 10 contra el Zulia Fútbol Club con victoria de su equipo 5-2 entrando en el minuto 92' disputando solo 2 minutos.
En su segundo partido el 16 de noviembre de 2008 marcó su primer gol con el Deportivo Táchira FC en primera en la jornada 14 contra el Portuguesa FC con victoria de su equipo 9-2, disputando 20 minutos del segundo tiempo marcando el gol en el minuto 83' de penalti.

## Detalles
- En su carrera ha marcado 8 goles 2 de penalti.
- Es el segundo jugador más joven de todos los tiempos del Deportivo Táchira FC en marcar un gol en la Primera División de Venezuela quedándose a un mes de superar a Jhon Ospina, quien marcase su primer gol en primera con 17 años y 10 meses.

## Clubes
| Club                   | País                 | Año             | PJ | Goles |
| ---------------------- | -------------------- | --------------- | -- | ----- |
| Deportivo Táchira "B"  | Venezuela            | 2008            | ?  | 7     |
| Deportivo Táchira FC   | Venezuela            | 2008-2014       | 4  | 1     |
| Lotería del Táchira FC | Venezuela            | 2014            | ?  | ?     |
| Margarita FC           | Venezuela            | 2014-2015       | ?  | ?     |
| Zulia FC               | Venezuela            | 2015-2018       | 12 | 1     |
| Moca FC                | República Dominicana | 2016 (Préstamo) | ?  | ?     |
| Portuguesa FC          | Venezuela            | 2018-           | ?  | ?     |

## Estadísticas
| Competición        | PJ | Goles |
| ------------------ | -- | ----- |
| Segunda División B |    | 7     |
| Liga Venezolana    | 4  | 1     |
| Selección Nacional | 0  | 0     |
| Total de Carrera   | 4  | 8     |